# Kupa na Sŭvet·skata armiya 1947
La Coppa dell'Esercito sovietico 1947 è stata la 2ª edizione di questo trofeo, e la 7ª in generale di una coppa nazionale bulgara di calcio, terminata il 1 giugno 1947. Il Levski Sofia ha vinto il trofeo per la terza volta.

## Primo turno
| Squadra 1     | Risultato   | Squadra 2    |
| ------------- | ----------- | ------------ |
| Botev-Yunak   | 1 – 2       | LB 45 Burgas |
| Marek Dupnica | 1 – 1 (dts) | Levski Sofia |

### Replay
| Squadra 1    | Risultato | Squadra 2     |
| ------------ | --------- | ------------- |
| Levski Sofia | 3 - 1     | Marek Dupnica |

## Quarti di finale
| Squadra 1          | Risultato   | Squadra 2     |
| ------------------ | ----------- | ------------- |
| Yuliy Dermendzhiev | 1 – 6       | Levski Sofia  |
| Rusenets Ruse      | 0 – 3       | Dobrudža      |
| Hristo Mikhailov   | 1 – 2       | Lokomotiv GO  |
| LB 45 Burgas       | 0 – 1 (dts) | Botev Plovdiv |

## Semifinali
| Squadra 1    | Totale | Squadra 2     | Andata | Ritorno |
| ------------ | ------ | ------------- | ------ | ------- |
| Dobrudža     | 2 - 4  | Botev Plovdiv | 2 - 2  | 0 - 2   |
| Levski Sofia | 7 - 2  | Lokomotiv GO  | 5 - 0  | 2 - 2   |

## Finale
| Arbitro: | Todor Stoyanov |

|                   |           |  |
| Spasov 37’ (rig.) | Marcatori |  |